# HMS Umbra (P35)
Le HMS Umbra (P35) est un sous-marin britannique de classe U en service dans la Royal Navy pendant la Seconde Guerre mondiale. 
Sa quille est posée le 19 juillet 1940 au chantier naval Vickers-Armstrong à Barrow-in-Furness, en Angleterre. Il est lancé le 15 mars 1941 et mis en service le 9 novembre 1941 sous le commandement du lieutenant Stephen Lynch Conway Maydon. 

## Historique
Il passa l'essentiel de son service en Méditerranée, coulant les marchands italiens Assunta De Gregori, Francesco Barbaro, Sacro Cuore, Emilio Morandi, le navire de transport italien Manfredo Campiero et le marchand allemand Süllberg. Il coula également le navire de sauvetage italien Rampino au court duquel il secourra son unique survivant. Il torpilla et coula le croiseur lourd italien Trento endommagé le 15 juin 1942, et attaqua sans succès le cuirassé italien Littorio. 
Le 23 octobre 1942, l'Umbra torpilla et détruisit le navire de ravitaillement italien Amsterdam et coula le remorqueur italien Pronta qui tentait de sauver le navire désemparé. L’Amsterdam avait été immobilisé après avoir été touché par une torpille lors d’une attaque aérienne. L'Umbra endommagea également le transport de troupes italien Piemonte (ex-paquebot Minnedosa) et le marchand italien Napoli. Il attaqua le transport de troupes allemand Macedonia au nord de Sousse, en Tunisie, ainsi que le marchand italien Nino Bixio, sans succès. 
Une de ses dernières actions fut l'attaque des voiliers italiens Nuovo Domenico et Concetta Falco avec son artillerie dans le golfe d'Hammamet le 11 janvier 1943. Le Nuovo Domenico fut endommagé lors de l'attaque. 
Il survécut à la guerre et fut vendu pour démolition à Blyth le 9 juillet 1946. 